# Quebrada San Ramón
La quebrada San Ramón es un curso natural de agua intermitente que fluye en la Región de Antofagasta considerada como arreica, porque no tiene cursos de agua "vivos" que produzcan movimientos de sedimentos.: 164 
Limita al norte con la hoyas arreicas de la cuenca 029 del inventario de Chile, quebrada Portezuelo.
No confundir con la quebrada de Ramón, tributaria del río Mapocho.

## Historia
Luis Risopatrón escribe en su Diccionario Jeográfico de Chile de 1924:: 819 
San Ramon (Quebrada de) 25° 21' 70° 20' Es seca, corre hacia el S W i desemboca en la de El Potrero, a corta distancia hacia el N E de la ciudad de Taltal. 63, p. 123; 98, II, p. 389 i carta de San Román (1892); 99, p. 15; 128; i 151.
Entre el 25  y el 27 de marzo, el temporal del norte de Chile de 2015 generó inundaciones y aluviones en las ciudades de Chañaral, Copiapó, Taltal, Diego de Almagro, El Salado, Tierra Amarilla, Alto del Carmen, Vicuña, entre otras. Durante el día 24 de marzo
precipitaciones mayores a 50 mm en 24 hrs. se concentraron, principalmente, en la parte media y alta de la quebrada de Taltal. Al día siguiente hubo precipitaciones (entre 10 y 50 mm/24hr) en la parte baja de la cuenca de la quebrada Taltal;